# Уингфилд, Роберт
Сэр Роберт Уингфилд из Летерингема в Саффолке (англ. Sir Robert Wingfield; умер в 1454 г.) — английский землевладелец, администратор и политик.

## Происхождение
Родился примерно в 1403 году. Сын сэра Роберта Уингфилда (умер в 1409 году) и Элизабет Рассел, дочери сэра Джона Рассела (ум. 1405) из Стреншема в Вустершире и его первой жены Агнес. Старший Роберт был сыном сэра Джона Уингфилда и его жены Маргарет Гастингс (ум. 1397), позже второй жены Рассела. Будучи опекуном её сына, именно Рассел устроил брак Роберта со своей дочерью Элизабет.
Считается, что он был родственником (хотя точная природа родства неизвестна) сэра Джона де Уингфилда (ум. ок. 1361) из замка Уингфилд в Саффолке, примерно в 12 милях к северу от Летерингема, главного администратора Эдварда Чёрного принца (1330—1376). Его дочь и наследница Кэтрин Уингфилд вышла замуж за Майкла де ла Поля, впоследствии 1-го графа Саффолка, и жила в замке Уингфилд в Саффолке.

## Карьера
В 1420 году Роберт был наследником по завещанию своей двоюродной бабушки Элизабет Элмэм, и в 1426 году был посвящен в рыцари в Херефорде королем Англии Генрихом VI Ланкастером. В следующем 1427 году он был избран рыцарем графства Саффолк и заседал во всех парламентах до 1436 года.
В 1436 году он был назначен стюардом земель в Норфолке феода Ричмонда, а в 1443 году он стал стюардом Джона де Моубрея, 3-го герцога Норфолка, и сопровождал его в его посольстве при дворе короля Франции Карла VII.
В декабре 1447 года Роберт Уингфилд он был назван бунтовщиком в Саффолке и был заключен в тюрьму в Маршалси, но был помилован в феврале 1448 года. В сентябре того же года он жаловался, что герцог Норфолк напал на его дом в Летерингеме с вооруженной силой и сжег его мебель и вывез товары на огромную по тем временам сумму в 1 200 фунтов стерлингов.
Несмотря на эти местные трудности, в 1449 году он был избран членом парламента от Хартфордшира, но в следующем году был осужден в парламенте как один из «злых советников» короля.

## Брак и дети
До 18 августа 1421 года он женился на Элизабет Гоушил (родившейся около 1402 года), дочери сэра Роберта Гоушила из Ховерингема в Ноттингемшире, от его жены Элизабет Фицалан. Элизабет Гоушил была сонаследницей поместья своего отца вместе со своей сестрой Джоан Гоушил, женой Томаса Стэнли, 1-го барона Стэнли, и их сводным братом был Джон де Моубрей, 2-й герцог Норфолк. У Роберта Уингфилда было двенадцать детей от Элизабет, которые пережили его:
- Ричард Уингфилд (умер до 1509)[3]
- Сэр Джон Уингфилд (умер в 1481) из Летерингема, который женился на Элизабет Фицльюис, дочери сэра Джона Фицльюиса, члена парламента, от которой у него было шестнадцать детей, в том числе сэр Ричард Уингфилд, сэр Роберт Уингфилд, сэр Хамфри Уингфилд и Томас Уингфилд[3].
- Сэр Роберт Уингфилд[3], женившийся на Энн Харлинг.
- Сэр Генри Уингфилд (умер в мае 1494) из Орфорда в Саффолке, который женился сначала на Алисе Секфорд, а затем на Элизабет Рукс и был предком Уингфилдов из Тиккенкота.
- Сэр Томас Уингфилд (умер в 1475)[3], который женился на Филиппе Типтофт, дочери Джона Типтофта, 1-го барона Типтофта, и вдове Томаса де Роса, 9-го барона де Роса.
- Уильям Уингфилд (умер в 1509)[3].
- Энтони Уингфилд[3], из Глоссопа в Дербишире, который женился на Мэри Дьюк и был предком Уингфилдов из Онслоу.
- Элизабет Уингфилд (умерла 28 апреля 1497)[3], которая в 1462 году вышла замуж за сэра Уильяма Брэндона (ум. 1491) из Уангфорда в Саффолке. Их внуком был Чарльз Брэндон, 1-й герцог Саффолк.
- Кэтрин Уингфилд[3], вышедшая замуж за сэра Джона Бонвилла из Халнакера в Сассексе. Их дочь Флоренс Бонвилл вышла замуж сначала за сэра Хамфри Фулфорда, а затем за Джона Буршье, 1-го графа Бата
- Агнес Уингфилд, вышедшая замуж за Джона Фремингема.
- Элис Уингфилд[3]
- Маргарет Уингфилд[3].

## Смерть
Он умер в 1454 году и был похоронен в Летерингеме. Его завещание, составленное 6 октября 1453 года, было подтверждено 21 ноября 1454 года.